# The War of Wealth
The War of Wealth è un cortometraggio muto del 1914. Il nome del regista non viene riportato.

## Produzione
Il film fu prodotto dalla Biograph Company e dalla Klaw & Erlanger.

## Distribuzione
Distribuito dalla General Film Company, il film - un cortometraggio in tre bobine - uscì nelle sale cinematografiche statunitensi il 24 settembre 1914.
La pellicola è conservata in un positivo 16 mm.